# SWV (Band)
SWV (Sisters with Voices) ist ein US-amerikanisches R&B-Trio aus New York City. Die Gruppe verkaufte in ihrer Karriere bisher mehr als 25 Millionen Tonträger und feierte ihren größten kommerziellen Erfolg mit dem Nummer-eins-Hit Weak aus dem Jahr 1993.

## Geschichte
SWV gründeten sich 1990 und veröffentlichten 1992 ihr Debüt-Album It’s About Time. Die erste, dem Album entnommene Single Right Here konnte jedoch nur wenig Aufmerksamkeit auf sich ziehen. Die Singles I’m So Into You und Weak waren dagegen sehr erfolgreich, dazu die Wiederveröffentlichung der Debütsingle unter dem Namen Right Here (Human Nature Remix). In den USA wurden vom Album und den Singles zusammen fünf Millionen Tonträger verkauft. Das Album wurde dreifach mit Platin ausgezeichnet. Die zweite Platte war eine Remix-Kompilation namens The Remixes. Aus ihr wurden die Singles Anything, Tonight’s the Night (mit BLACKstreet) und You’re Always On My Mind ausgekoppelt.
Nach vier Jahren wurde 1996 das Studioalbum New Beginning auf den Markt gebracht. Es war ähnlich erfolgreich wie der Vorgänger. Das dem Album entnommene You’re The One erreichte als siebente Single der Gruppe Platz eins der amerikanischen Billboard R&B/Hip-Hop Charts. Auch in Neuseeland, Kanada und dem Vereinigten Königreich war das Album ein Erfolg. Es erhielt eine Platinschallplatte für eine Million verkaufte Platten.
Bereits 1997 wurde das dritte Studioalbum Release Some Tension veröffentlicht. Es konnte sich nicht in den US-amerikanischen Top Ten platzieren, jedoch war in Neuseeland die Single Can We ein Nummer-eins-Hit.
1999 trennte sich die Gruppe um sich Solo-Karrieren zu widmen. Zahlreiche Kompilationen wie SWV - Greatest Hits (1999), The Best of SWV (2000) und SWV’s Platinum & Gold Collection (2003) entpuppten sich als Misserfolge. Außer Cheryl „Coko“ Clemons, die bereits 1997 unabhängig von SWV an dem Song Men in Black beteiligt war, gelang keinem der Mitglieder von SWV eine erwähnenswerte Solokarriere. Clemons veröffentlichte zwei erfolgreiche Alben und arbeitete als Solo-Künstlerin unter anderem mit Darkchild, Eve, Lil’ Mo und Faith Evans.
Nach einer längeren Pause zwischen 1999 und 2005 vereinte sich die Gruppe wieder, begann an einem für 2009 geplanten Album zu arbeiten und mit Interpreten wie Bobby Brown & New Edition, BLACKstreet oder Babyface. Einer der größten Auftritte nach der Trennung war 2008 bei den BET-Awards gemeinsam mit Alicia Keys, TLC und En Vogue, wo sie ein Medley der Hits Waterfalls, Teenage Love Affair, Weak und Hold On sangen. Das Reunion-Album kam letzten Endes Anfang 2012 unter dem Namen I Missed Us heraus.

## Diskografie

### Studioalben
| Jahr | Titel                | Höchstplatzierung, Gesamtwochen, AuszeichnungChartplatzierungen (Jahr, Titel, Platzierungen, Wochen, Auszeichnungen, Anmerkungen) | Höchstplatzierung, Gesamtwochen, AuszeichnungChartplatzierungen (Jahr, Titel, Platzierungen, Wochen, Auszeichnungen, Anmerkungen) | Höchstplatzierung, Gesamtwochen, AuszeichnungChartplatzierungen (Jahr, Titel, Platzierungen, Wochen, Auszeichnungen, Anmerkungen) | Anmerkungen                            |
| Jahr | Titel                | DE | UK | US | Anmerkungen                            |
| ---- | -------------------- | --- | --- | --- | -------------------------------------- |
| 1992 | It’s About Time      | DE84 (8 Wo.)DE | UK17 Silber · (18 Wo.)UK | US8 ×3Dreifachplatin · (71 Wo.)US                                                                                                 | Erstveröffentlichung: 27. Oktober 1992 |
| 1996 | New Beginning        | — | UK26 (6 Wo.)UK | US9 Platin · (25 Wo.)US | Erstveröffentlichung: 23. April 1996   |
| 1997 | Release Some Tension | DE65 (4 Wo.)DE | UK19 (6 Wo.)UK | US24 Gold · (25 Wo.)US | Erstveröffentlichung: 29. Juli 1997    |
| 2012 | I Missed Us          | — | — | US25 (6 Wo.)US | Erstveröffentlichung: 17. April 2012   |
| 2016 | Still                | — | — | US80 (1 Wo.)US | Erstveröffentlichung: 5. Februar 2016  |

Weitere Studioalben
- 1997: A Special Christmas

### EPs
| Jahr | Titel       | Höchstplatzierung, Gesamtwochen, AuszeichnungChartsChartplatzierungen (Jahr, Titel, Platzierungen, Wochen, Auszeichnungen, Anmerkungen) | Anmerkungen                        |
| Jahr | Titel       | US | Anmerkungen                        |
| ---- | ----------- | --- | ---------------------------------- |
| 1994 | The Remixes | US92 Gold · (10 Wo.)US | Erstveröffentlichung: 10. Mai 1994 |

### Kompilationen
- 1999: Greatest Hits (RCA)
- 1999: Greatest Hits (Simitar)
- 2001: Best Of SWV
- 2003: Platinum & Gold Collection
- 2004: Encore Collection
- 2011: S.O.U.L.

### Singles
| Jahr | Titel Album                                     | Höchstplatzierung, Gesamtwochen, AuszeichnungChartplatzierungen (Jahr, Titel, Album, Platzierungen, Wochen, Auszeichnungen, Anmerkungen) | Höchstplatzierung, Gesamtwochen, AuszeichnungChartplatzierungen (Jahr, Titel, Album, Platzierungen, Wochen, Auszeichnungen, Anmerkungen) | Höchstplatzierung, Gesamtwochen, AuszeichnungChartplatzierungen (Jahr, Titel, Album, Platzierungen, Wochen, Auszeichnungen, Anmerkungen) | Anmerkungen                                                | [↑]: gemeinsam behandelt mit vorhergehendem Eintrag; [←]: in beiden Charts platziert |
| Jahr | Titel Album                                     | DE | UK | US | Anmerkungen                                                |                                                                                      |
| ---- | ----------------------------------------------- | --- | --- | --- | ---------------------------------------------------------- | ------------------------------------------------------------------------------------ |
| 1992 | Right Here It’s About Time                      | — | UK— SilberUK | US92 Gold · (5 Wo.)US | Erstveröffentlichung: 20. August 1992                      |                                                                                      |
| 1992 | I’m So into You It’s About Time                 | — | UK17 (6 Wo.)UK | US6 Platin · (27 Wo.)US | Erstveröffentlichung: 8. Dezember 1992                     |                                                                                      |
| 1993 | Weak It’s About Time                            | — | UK33 (3 Wo.)UK | US1 ×3Dreifachplatin · (26 Wo.)US | Erstveröffentlichung: April 1993                           |                                                                                      |
| 1993 | Right Here (Human Nature Remix) It’s About Time | DE33 (12 Wo.)DE | UK3 (12 Wo.)UK | US2 Platin · (22 Wo.)US | Erstveröffentlichung: Juli 1993                            |                                                                                      |
| 1993 | Downtown It’s About Time                        | — | UK19 (6 Wo.)UK[US: ↑] | US2 Platin · (22 Wo.)US | Erstveröffentlichung: Juli 1993                            |                                                                                      |
| 1994 | Always on My Mind The Remixes                   | — | — | US54 (17 Wo.)US | Erstveröffentlichung: Januar 1994                          |                                                                                      |
| 1994 | Anything ‘The Remixes’                          | — | UK30 (4 Wo.)UK | US18 (20 Wo.)US | Erstveröffentlichung: März 1994                            |                                                                                      |
| 1995 | Tonight’s the Night Blackstreet                 | — | — | US80 (7 Wo.)US | Erstveröffentlichung: 1. August 1995 BLACKstreet feat. SWV |                                                                                      |
| 1996 | You’re the One New Beginning                    | — | UK13 (3 Wo.)UK | US5 Gold · (20 Wo.)US | Erstveröffentlichung: März 1996                            |                                                                                      |
| 1996 | Use Your Heart New Beginning                    | — | — | US22 (20 Wo.)US | Erstveröffentlichung: Juli 1996                            |                                                                                      |
| 1996 | It’s All About U New Beginning                  | — | UK36 (5 Wo.)UK | US61 (15 Wo.)US | Erstveröffentlichung: Dezember 1996                        |                                                                                      |
| 1997 | Can We Release Some Tension                     | — | UK18 (4 Wo.)UK | US75 (15 Wo.)US | Erstveröffentlichung: März 1997 feat. Missy Elliott        |                                                                                      |
| 1997 | Someone Release Some Tension                    | — | UK34 (2 Wo.)UK | US19 Gold · (20 Wo.)US | Erstveröffentlichung: Juli 1997 feat. Puff Daddy           |                                                                                      |
| 1997 | Rain Release Some Tension                       | — | — | US25 (14 Wo.)US | Erstveröffentlichung: Dezember 1997                        |                                                                                      |

## Auszeichnungen für Musikverkäufe
| Goldene Schallplatte - Japan - 1997: für das Album New Beginning - 1997: für das Album Release Some Tension - Kanada - 1996: für das Album New Beginning - 1997: für das Album Release Some Tension - Neuseeland - 1994: für die Single Right Here - 1994: für das Album It’s About Time - 1996: für die Single You’re the One - 1997: für die Single Can We |

Anmerkung: Auszeichnungen in Ländern aus den Charttabellen bzw. Chartboxen sind in ebendiesen zu finden.
| Land/RegionAuszeichnungen für Musikverkäufe (Land/Region, Auszeichnungen, Verkäufe, Quellen) | Silber     | Gold       | Platin     | Verkäufe   | Quellen                   |
| -------------------------------------------------------------------------------------------- | ---------- | ---------- | ---------- | ---------- | ------------------------- |
| Japan (RIAJ)                                                                                 | —          | 2× Gold2   | —          | 200.000    | riaj.or.jp                |
| Kanada (MC)                                                                                  | —          | 2× Gold2   | —          | 100.000    | musiccanada.com           |
| Neuseeland (RMNZ)                                                                            | —          | 4× Gold4   | —          | 22.500     | aotearoamusiccharts.co.nz |
| Vereinigte Staaten (RIAA)                                                                    | —          | 5× Gold5   | 9× Platin9 | 11.500.000 | riaa.com                  |
| Vereinigtes Königreich (BPI)                                                                 | 2× Silber2 | —          | —          | 260.000    | bpi.co.uk                 |
| Insgesamt                                                                                    | 2× Silber2 | 13× Gold13 | 9× Platin9 |            |                           |